# الیویا دابو
اُلیویا دابو (انگلیسی: Olivia Jane d'Abo؛ زادهٔ ۲۲ ژانویهٔ ۱۹۶۹) یک هنرپیشه، خواننده و صداپیشه اهل انگلستان است.

## بخشی از فیلمشناسی
از فیلم‌ها یا برنامه‌های تلویزیونی که وی در آن نقش داشته است می‌توان به آثار زیر اشاره کرد:
- نقطه بی‌بازگشت
- کونان ویرانگر
- انیماتریکس (صدا)
- تارزان و جین
- جهان وین ۲
- سرعت گری
- هکس
- حریص